# Playcard de Raigecourt
Playcard de Raigecourt (né à Nancy vers 1708 et mort à Aire le 26 octobre 1783), ecclésiastique, fut évêque d'Aire de 1757 à 1783.

## Biographie
Playcard ou Plaicart de Raigecourt est originaire de Nancy. Il est le fils de Charles de Raigecourt , seigneur de Gibaumeix.
Avant d'être ordonné prêtre en 1733, Playcard de Raigecourt est licencié puis docteur en théologie. Nommé chanoine à Liège en 1732, il l'était déjà à Saint-Dié. Cette double appartenance est la cause d'un long conflit qui ne se termine qu'en 1744, lorsque Playcard de Raigecourt se retire du chapitre de Saint-Dié.  
Aumônier du roi, abbé commendataire de l'abbaye Saint-Pierre-aux-Monts dans le diocèse de Chalons en 1738, il est chanoine et tréfoncier du diocèse de Liège et préconisé comme évêque d'Anvers lors de l'occupation de la ville en 1746-1748 par les troupes françaises pendant la Guerre de Succession d'Autriche. Toutefois les clauses du traité d'Aix-la-Chapelle qui met fin au conflit rendent caduc ce projet. Pourvu en commende de l'abbaye de Cherlieu (1751-1758), il est nommé évêque d'Aire en 1757, confirmé le 13 mars 1758 et consacré à Meaux en avril par l'évêque Antoine-René de La Roche de Fontenille.
Il prend possession de son diocèse par procuration le 6 mai et en personne en octobre suivant. Le début de son épiscopat est marqué par un procès qu'il doit engager à Bordeaux contre les exécuteurs testamentaires de son prédécesseur pour obtenir 30 000 livres afin de réparer le palais épiscopal qui n'avait pas été entretenu. Il dote le séminaire mais refuse de s'engager en faveur des jésuites. Il doit ensuite faire face à un conflit avec son chapitre pour la réalisation de travaux d'expansion du chœur de la cathédrale Saint-Jean-Baptiste d'Aire. Le 4 juin 1780 alors qu'il est âgé de 72 ans, on lui donne comme coadjuteur Sébastien-Charles-Philibert de Roger de Cahuzac de Caux. Il meurt à Aire le 26 octobre 1783 et il est inhumé par son chapitre de chanoines dans le cimetière paroissiale de la ville